# Deep-Pression
Deep-Pression is een Poolse blackmetalband opgericht in 2006. De band werd opgericht door RH-, die altijd het artwork en de teksten verzorgd heeft en soms ook de 'ambient' verzorgd. Hij werkt ook samen met enkele andere bands en heeft zelf een aantal bands, waaronder de 'dark ambient' band "Innerless Skin on a Water". Oorspronkelijk werkte hij samen met Trist maar toen Trist stopte begon RH- samen te werken met artiesten uit verschillende landen. Geen enkel nummer van Deep-Pression heeft drums, de nummers bestaan enkel uit gitaarwerk, ambient en soms bas.
Hoewel de eerste twee albums beïnvloed waren door de depressive black metal, verschoof de stijl langzaam maar zeker meer richting ambient, waarbij men zichzelf tegenwoordig geen 'metalband' meer noemt.

## Biografie
De band werd gevormd door RH- en Trist in 2006. Hierbij verzorgde Trist alle instrumenten en zorgde RH- voor het artwork en de teksten. Met deze opstelling werden twee albums uitgebracht (waarbij het tweede album gemaakt werd door RH-, Trist en Hètre). Hierna verliet Trist de band. RH- contacteerde vervolgens mensen uit de blackmetalwereld en vormde zo een nieuwe opstelling, waarbij verschillende leden samen met RH- aan één of meer singles werkten welke later via een album, split of compilatiealbum werden uitgebracht. Een deel van de singles is nog niet uitgebracht.
In 2008 zou het derde album uitkomen maar dit werd tijdelijk stopgezet. Echter, de productie van het vierde album ging wel door en deze werd uitgebracht in 2009, onder de naam "4: Void of a morning".
RH- werkt ondertussen ook samen met andere bands, dit door voor een album een cover te ontwerpen of door enkele teksten te schrijven. Ook heeft hij zelf een aantal dark ambient projecten.
Hoewel de band is stopgezet, wordt er nog wel enkele malen muziek van hen uitgebracht.

## Stijl en thematiek
De thema's gaan voornamelijk over depressie, leegheid en desillusies.
De oude nummers bestaan enkel uit 'distorted' gitaren, ambient en soms baslijnen. Hierdoor zijn de nummers sloom en vaak herhalend en komt de zang er veelal at random doorheen. Dit maakt de muziek niet gemakkelijk in het gehoor liggend maar wel passend binnen de stroming van de suicidal/depressive black metal. Dit geldt zeker voor de eerste twee albums, waarbij twee zeer lange nummers bevatten. Zo bevat het eerste album, I Walk the Life in Depression, slechts één nummer van circa 33 minuten.
Later verschoof de stijl meer richting (experimentele) ambient, nauwelijks metal, en met meer gesproken vocalen in plaats van zanglijnen.

## Bezetting
Er werken veel mensen mee aan Deep-Pression. Echter, deze werken niet tegelijkertijd mee aan de band. Zo zijn bijvoorbeeld enkele singles alleen gemaakt door Morbid en RH-.
Huidige bezetting
- RH-
- B.G
- Exetheris
- Vrangsinn
- Zyklonus
- Klat Ba

Ex-leden
- Trist
- Hètre
- Morbid
- Razor
- S.
- M.v.K
- Grav
- Heirdrain
- Letaliis
- Mura Hachigu (intro van 1 single)

## Uitgaven
- 2006 - I Walk the Life in Depression - (Full Length)
- 2007 - The Critical State of Loneliness - (Full Length)
- 2008 - Traveling through Grey Walls of Existence - (Compilatie)
- 2008 - Dwellers in an Infertile World - (Split)
- 2008 - Deep Cold - (Split)
- 2009 - A Void of Morning - (Full Length)
- 2009 - Train "Exeter" to D.P.State - (Split)
- 2009 - Deep-Pression / Cold June - (Split)
- 2009 - Bringers of Relieve to my Eyes - (Split)
- 2009 - Blunt Razor - (Compilatie)
- 2009 - Dead Witches and Living Ghosts - (Compilatie)
- 2009 - Treasures from the Dead Seas - (Split)
- 2009 - Deadwater - (Full Length)

Opmerkingen
- Het album 'A Void of Morning' is officieel het vierde album. Echter, het derde album (getiteld 'Deadwater') is nog niet uitgebracht.
- De split "Train "Exeter" to D.P.State" met de band Exetheris is enkel legaal (en gratis) te downloaden via de website van Misantrof Antirecords.
- De compilatie "Blunt Razer" is na een breuk met het label dat de cd uitgaf ook ter beschikking gesteld als legale (en gratis) download.